# ناتالیا پابلوس
ناتالیا پابلوس (انگلیسی: Natalia Pablos؛ زادهٔ ۱۵ اکتبر ۱۹۸۵) بازیکن فوتبال اهل اسپانیا است.
از باشگاه‌هایی که در آن بازی کرده‌است می‌توان به تیم فوتبال زنان آرسنال و باشگاه فوتبال رایو وایکانو اشاره کرد.
وی همچنین در تیم‌ ملی فوتبال زنان اسپانیا بازی کرده‌است.